# 興安寺 (文京区)
興安寺（こうあんじ）は、東京都文京区にある浄土真宗東本願寺派の寺院。

## 歴史
1615年（元和元年）、宗心によって開山された。宗心は俗名「蜂須賀武右衛門」という尾張国出身の武士であったが、本願寺第12世教如の下で出家し、「宗心」と称した。江戸幕府の求めに応じて江戸に赴き、幕臣大岡氏の組屋敷に一寺を構えた。
その後、幕臣の大岡氏は、宝蔵院流槍術の丸橋忠弥に道場用地を貸し、後に丸橋が慶安の変を起こした時、丸橋を庇ったことから改易となった。大岡氏から土地を借りていた当寺には特に処分はなかった。
現在、当寺は「正しい供養、あふれる生命（いのち）」を標語に掲げ、積極的に布教活動を進めている。

## 墓所
興安寺の過去帳には、江戸時代にロシア帝国に漂着し、帰国後は小石川薬草園に住んでいた大黒屋光太夫（法名：釈道誓）と磯吉（法名：釈順誓）の名が記されている。そのため、両人の墓もこの寺の墓地にある可能性が高いが、現在は不詳になっている。

## 交通アクセス
- 水道橋駅より徒歩5分。